# Rascló de Santa Helena
El rascló de Santa Helena (Atlantisia podarces) és un ocell extint de la família dels ràl·lids (Rallidae). Habitava l'Illa de Santa Helena. Alguns autors l'inclouen a Atlantisia, mentre que altres ho fan al monotípic gènere Aphanocrex.